# Francisc Cristea
Francisc Ionuț Cristea (Vaslui, 15 gennaio 2001) è un calciatore rumeno, centrocampista svincolato.

## Caratteristiche tecniche
È un centrocampista offensivo.

## Carriera

### Club
Cresciuto nel settore giovanile del Vaslui, nel gennaio 2019 viene acquistato dal FC Politehnica Iași; debutta fra i professionisti il 22 aprile seguente in occasione dell'incontro di Liga I pareggiato 1-1 contro il Concordia Chiajna.

### Nazionale
Ha giocato nelle nazionali giovanili rumene Under-19 ed Under-20.

## Statistiche
Statistiche aggiornate al 19 febbraio 2021.

### Presenze e reti nei club
| Stagione        | Squadra             | Campionato      | Campionato | Campionato | Coppe nazionali | Coppe nazionali | Coppe nazionali | Coppe continentali | Coppe continentali | Coppe continentali | Altre coppe | Altre coppe | Altre coppe | Totale | Totale | Totale |
| Stagione        | Squadra             | Comp            | Pres       | Reti       | Comp            | Pres            | Reti            | Comp               | Pres               | Reti               | Comp        | Pres        | Reti        | Pres   | Reti   |        |
| --------------- | ------------------- | --------------- | ---------- | ---------- | --------------- | --------------- | --------------- | ------------------ | ------------------ | ------------------ | ----------- | ----------- | ----------- | ------ | ------ | ------ |
| gen.-giu. 2019  | FC Politehnica Iași | L1              | 3          | 0          | CR              | 0               | 0               |                    | -                  | -                  |             | -           | -           | 3      | 0      |        |
| 2019-2020       | FC Politehnica Iași | L1              | 11         | 0          | CR              | 2               | 0               |                    | -                  | -                  |             | -           | -           | 13     | 0      |        |
| 2020-2021       | FC Politehnica Iași | L1              | 12         | 0          | CR              | 1               | 0               |                    | -                  | -                  |             | -           | -           | 13     | 0      |        |
| Totale carriera | Totale carriera     | Totale carriera | 26         | 0          |                 | 3               | 0               |                    | -                  | -                  |             | -           | -           | 29     | 0      |        |

## Palmarès

### Club

#### Competizioni nazionali
- Liga II: 1

FC Politehnica Iași: 2022-2023